# Ancita fuscicornis
Ancita fuscicornis là một loài bọ cánh cứng trong họ Cerambycidae.